# Tobias Erhardt
Tobias Erhardt (* 22. April 1966 in Pirmasens) ist ein deutscher Therapiewissenschaftler.

## Leben
Erhardt schloss 1991 in Worms eine Ausbildung zum Masseur und 1994 in Neustadt an der Weinstraße zum Physiotherapeuten ab. Anschließend war er bis 2004 als Physiotherapeut tätig. Zwischen 1998 und 2002 verrichtete er neben seiner beruflichen Tätigkeit an der Universität Koblenz-Landau, Abteilung Landau, ein Studium in den Fächern Sportwissenschaft, Psychologie und Politikwissenschaft und erlangte den Abschluss Magister Artium. Ein Zweitstudium (Sport und Politik für das Lehramt) schloss Erhardt 2005 ab. Zeitgleich war er im Schuldienst tätig. 2006 wurde am Institut für Sportwissenschaft der Universität Koblenz-Landau, Abteilung Landau, seine Doktorarbeit angenommen. Gutachter seiner Arbeit mit dem Titel Effekte einer tertiären Präventionsmaßnahme bei chronischen Lumbalgiepatienten in Bezug auf Schmerzveränderung und Schmerzbewältigung war Udo Hanke.
Er wurde Professor an der SRH Hochschule für Gesundheit Gera, Außenstelle Heidelberg, und übernahm die Leitung der berufsbegleitenden Studiengänge Physiotherapie und Medizinpädagogik. 2012 wurde Erhardt Studiengangsleiter des ausbildungsintegrierenden Studiengangs Physiotherapie an den SRH Hochschulen in Karlsruhe, Stuttgart und Leverkusen. Erhardt ist ein Verfechter einer Vollakademisierung der Therapiewissenschaft, die er als „Sammelbegriff für diese jungen akademisierten Disziplinen […] Physiotherapie, Ergotherapie, Logopädie“ bezeichnete. Er arbeitet daran, dass diese Disziplinen im medizinischen Gesamtkontext aufgewertet werden – manchmal auch gegen Widerstände von Ärzteverbänden.
Zu den Schwerpunkten seiner wissenschaftlichen Arbeit gehören Vorbeugungsmaßnahmen bei Rückenschmerzen, Gesundheitsförderung in der Schule, Lehr-Lern-Prozesse in der Physiotherapie und Gesundheitswandern.